# Meteorologiestudium
Als Meteorologiestudium wird die Ausbildung zum Meteorologen bezeichnet. Es endet mit dem Bachelor of Science bzw. dem Master of Science.

## Aufbau des Studiums
In den ersten zwei bis drei Semestern werden vor allem Mathematik und Physik gelehrt, die Meteorologie an sich macht in dieser Zeit nur ungefähr ein Viertel des Studiums aus. In den folgenden drei Semestern wird den Studierenden ein breites Wissen über verschiedene Bereiche der Meteorologie vermittelt, wie zum Beispiel die Synoptische Meteorologie, statistische Methoden, Messtechnik und Chemie. Im Masterstudium wird dieses Wissen erweitert, vor allem im Bereich der Modellierungen.

## Studienorte
In Deutschland kann man ein klassisches Ein-Fach-Meteorologiestudium an sieben Universitäten absolvieren:
- Karlsruher Institut für Technologie
- Rheinische Friedrich-Wilhelms-Universität Bonn
- Freie Universität Berlin
- Universität Hamburg
- Universität Leipzig
- Johannes Gutenberg-Universität Mainz
- Johann Wolfgang Goethe-Universität Frankfurt am Main

Darüber hinaus gibt es an verschiedenen Hochschulen verwandte bzw. abgewandelte Studiengänge:
- Universität zu Köln – gemeinsamer Bachelor-Studiengang für Meteorologie und Geophysik
- Christian-Albrechts-Universität zu Kiel – Bachelor-Studiengang Physik des Erdsystems Meteorologie, Ozeanographie, Geophysik
- Ludwig-Maximilians-Universität München – Bachelor-Studiengang Physik mit Meteorologie-Schwerpunkt und darauf aufbauend Master-Studiengang Meteorologie
- Universität Rostock – Vertiefungsrichtung Atmosphärenphysik und Ozeanographie im Masterstudium Physik[4]
- Hochschule des Bundes für öffentliche Verwaltung – Fachhochschulstudium mit Abschluss Diplom-Meteorologie (FH)
- Gottfried Wilhelm Leibniz Universität Hannover – Bachelor-Studiengang Umweltmeteorologie, darauf aufbauend Master-Studiengang Umweltingenieurwesen